# Rudi Mika
Rudi Mika (* 8. September 1955 in Dortmund) ist ein deutscher Musiker, Songschreiber und Musikproduzent, der in Dortmund lebt.

## Leben
Nach dem Abitur am Stadtgymnasium Dortmund studierte Rudi Mika an der Ruhr-Universität Bochum Musikwissenschaft, Philosophie und Germanistik. Seit den Siebzigerjahren arbeitet er als Musiker, Songschreiber und Produzent in Dortmund.
Als Multiinstrumentalist spielte Rudi Mika in diversen lokalen Dortmunder Folkrock- und Rockbands wie Manderley, Störenfried und Fliegende Onkel Band, arbeitete als Songschreiber für Die Dschungelband und stand mit der Gruppe Ape, Beck und Brinkmann auf der Bühne.
Als Studiomusiker arbeitete er für Hanns Dieter Hüsch, das Rocktheater Nachtschicht, Philip Boa, Fasia Jansen und Geier Sturzflug.
Ab Mitte der Achtzigerjahre produzierte Mika Tonträger mit Kinderliedern für den pläne Verlag mit Interpreten wie Klaus W. Hoffmann, Fredrik Vahle, Klaus Neuhaus, Ferri, Atze, Dorotheé Kreusch-Jacob u. v. a.
1990 gründete er das Label Igel Records, für das er seitdem über 600 CDs mit Kinderliedern und Hörbüchern produziert hat.

## Diskografie als Musiker (Auswahl)
- Manderley: „Fliegt, Gedanken fliegt“, pläne Verlag, 1976
- Peter Maiwald/Mike Herting: Die Leute von der Annostraße, pläne Verlag, 1978
- Roger Matura and the Niss Puck Band: No More Nukes, Folkways Records, 1979
- Die Dschungelband: Jetzt oder nie (LP, nerblo/EMI), 1981
- Die Dschungelband: Weder Götter noch Idioten (LP, WEA), 1982
- Ape, Beck und Brinkmann: Wilde Motive, Wunschklang, 1986
- Ape, Beck und Brinkmann: Die Wahrheit über ABB, Wunschklang, 1988
- Fredrik Vahle: Ilse Bilse, Patmos Verlag, 1989
- Rocktheater Nachtschicht: Hunderttausend Schokoriegel, Wunschklang, 1992
- 1992–1999: spielen und lernen (jährlich zwei Produktionen mit jeweils 16 Kinderliedern)
- Geier Sturzflug: Könige der Welt, 2015

## Diskografie als Produzent (Auswahl)
- Pipipause und n‘e Brause: Kinderlieder für unterwegs, IKEA Deutschland, 1987
- Pit Budde & Josephine Kronfli: Karibuni Watoto (Kinderlieder aus Afrika), Ökotopia Verlag, 1997
- Pit Budde  Josephine Kronfli: Fliegende Feder (Indianische Kultur in Liedern und Geschichten), Ökotopia Verlag, 1998
- Fred Ape: So läuft das eben, pläne Verlag, 2003
- Fred Ape/Rudi Mika: Cowboys dürfen das, pläne Verlag, 2005
- Fred Ape/Rudi Mika: Zeit, pläne Verlag, 2008
- Rudi Mika & George Major: Always trust your cape (3 CDs), 2015

## Sprachaufnahmen und Regie
Mit Katharina Thalbach, Eva Mattes, Friedhelm Ptok, Matthias Haase, Ulrike C. Tscharre, Peter Kaempfe, Cathlen Gawlich, Robert Missler u. v. a.

## Auszeichnung als Produzent
- Andrea Hensgen: Darf ich bleiben, wenn ich leise bin? (Jahrespreis der Deutschen Schallplattenkritik), 2005